# Platygaster abicollis
Platygaster abicollis är en stekelart som beskrevs av Macgown och Wilfred Hudson Osgood 1971. Platygaster abicollis ingår i släktet Platygaster och familjen gallmyggesteklar. Inga underarter finns listade i Catalogue of Life.